# モーゼス・ガン
モーゼス・ガン（Moses Gunn、1929年10月2日 - 1993年12月16日）は、アメリカ合衆国の俳優。セントルイス出身。アフリカ系アメリカ人。テネシー州立大学卒業。
1993年12月16日、気管支喘息のため、64歳で死去
。

## 主な出演作品

### 映画
- ボクサー The Great White Hope (1970)
- 夕陽の挽歌 Wild Rovers (1971)
- 黒いジャガー Shaft (1971)
- 呪いの島 Haunts of the Very Rich (1972) テレビ映画
- 黒いジャガー/シャフト旋風 Shaft's Big Score (1972)
- ホット・ロック The Hot Rock (1972)
- 氷人来たる The Iceman Cometh (1973)
- ローラーボール Rollerball (1975)
- トゥインクル・トゥインクル・キラー・カーン The Ninth Configuration (1980)
- ラグタイム Ragtime (1981)
- 悪魔の棲む家 PART2 Amityville II: The Possession (1982)
- ネバーエンディング・ストーリー The NeverEnding Story (1984)
- 炎の少女チャーリー Firestarter (1984)
- ハートブレイク・リッジ 勝利の戦場 Heartbreak Ridge (1986)
- ビル・コスビーのそれ行けレオナルド Leonard Part 6 (1987)
- ベイツ・モテル Bates Motel (1987) テレビ映画
- パーフェクト・ハーモニー Perfect Harmony (1991)

### テレビドラマ
- 燃えよ!カンフー Kung Fu (1973)
- ルーツ Roots (1977)
- ハリウッド・ナイトメア Tales from the Crypt: Fitting Punishment (1990)
- ホークと呼ばれた男 A Man Called Hawk (1989)
- ホミサイド/殺人捜査課 Homicide: Life on the Street (1993)